# GNK Dinamo Záhřeb
GNK Dinamo Zagreb (v Česku známý jako Dinamo Záhřeb) je profesionální chorvatský fotbalový klub sídlící v hlavním městě Záhřebu. Klub tradičně působí v nejvyšší chorvatské soutěži zvané Prva HNL. Dinamo Zagreb patří k předním klubům Chorvatska a v počtu mistrovských titulů je vůbec nejúspěšnější. Na kontě jich má celkem 21. Mezi další úspěchy patří 15 vítězství v domácím poháru a 6x triumfoval v chorvatském Superpoháru.
V uplynulé éře vyhrál klub 9× mistrovský titul Jugoslávie a 9× jugoslávský fotbalový pohár. Klub se díky svému postavení na domácí scéně pravidelně účastní evropských pohárů, přičemž je jediným chorvatským držitelem jednoho z evropských pohárů. V sezoně 1966/67 se stal vítězem Poháru veletržních měst (předchůdce dnešní Evropské ligy UEFA). Klub byl založen již v roce 1911 jako HŠK Građanski Zagreb a patří tak mezi nejtradičnější kluby bývalé Jugoslávie. Své domácí zápasy hraje na stadionu Maksimir s kapacitou 38 000 diváků.

## Názvy klubu
- 1911-1945 HŠK Građanski Zagreb
- 1945-1991 NK Dinamo Zagreb
- 1991-1993 HAŠK Građanski
- 1993-2000 Croatia Zagreb
- 2000-2011 NK Dinamo Zagreb
- od 2011 GNK Dinamo Zagreb

## Získané trofeje

### Vyhrané domácí soutěže

#### ChorvatskoChorvatsko
- Prva hrvatska nogometna liga (25×)

(1943, 1992/93, 1995/96, 1996/97, 1997/98, 1998/99, 1999/00, 2002/03, 2005/06, 2006/07, 2007/08, 2008/09, 2009/10, 2010/11, 2011/12, 2012/13, 2013/14, 2014/15, 2015/16, 2017/18, 2018/19, 2019/20, 2020/21, 2021/22, 2022/23, 2023/24)
- Hrvatski nogometni kup (17×)

(1993/94, 1995/96, 1996/97, 1997/98, 2000/01, 2001/02, 2003/04, 2006/07, 2007/08, 2008/09, 2010/11, 2011/12, 2014/15, 2015/16, 2017/18, 2020/21, 2023/24)
- Hrvatski nogometni superkup (Superpohár) (6×)

(2002, 2003, 2006, 2010, 2013, 2019)

#### JugoslávieJugoslávie
- Jugoslávská Prva liga (9×)

(1923, 1926, 1928, 1936/37, 1939/40, 1947/48, 1953/54, 1957/58, 1981/82)
- Jugoslávský fotbalový pohár (9×)

(1938, 1940, 1951, 1959/60, 1962/63, 1964/65, 1968/69, 1979/80, 1982/83)

### Vyhrané mezinárodní soutěže
- Pohár veletržních měst (1×)

(1966/67)

## Významní hráči
- Ivica Horvat (1945-1957)